# Aerea alticephala
Aerea alticephala là một loài nhện trong họ Araneidae.
Loài này thuộc chi Aerea. Aerea alticephala được Arthur T. Urquhart. miêu tả năm 1891.